# Panic: The Untold Story of the 2008 Financial Crisis
Panic: The Untold Story of the 2008 Financial Crisis ist ein US-amerikanischer Dokumentarfilm von Regisseur John Maggio. Er wurde im Auftrag des Kabelkanals HBO produziert und hatte am 11. Dezember 2018 Premiere. Der Film zeichnet die heiße US-Phase der Weltfinanzkrise im Jahr 2008 nach und lässt beteiligte Personen in Interviews gut 10 Jahre später zu Wort kommen.

## Inhalt
Der Film beginnt mit einem Galadinner im Willard InterContinental Hotel in Washington, D.C., wo fast 10 Jahre nach dem Lehmann-Bankrott am Abend des 11. September 2018 unter der Überschrift Financial Crisis Dinner viele Akteure der Finanzbranche und der Politik zu einer Art Klassentreffen zusammenkommen. 
Im Rückblick lässt die Dokumentation die Geschehnisse vor allem des Jahres 2008 Revue passieren, indem Archivmaterial gezeigt wird. Dieses wird mit aktuellen Interviews mit Vertretern aus der Bush-Administration, mit Politikern aus Senat und Repräsentantenhaus, aber auch mit Vorständen New Yorker Investmentbanken sowie dem Unternehmer Warren Buffett kommentiert. Neben George W. Bush kommt auch sein Amtsnachfolger Barack Obama zu Wort.
Andrew Ross Sorkin, der Autor des Sachbuches Die Unfehlbaren: Wie Banker und Politiker nach der Lehman-Pleite darum kämpften, das Finanzsystem zu retten – und sich selbst (2010), führt als Conférencier durch die Hintergründe. Häufig berichtet Hank Paulson von seinen Erlebnissen als Finanzminister während der Finanzkrise. Ben Bernanke, der US-Zentralbankchef, und der Vorsitzende der New Yorker Zweigstelle Timothy Geithner werden ebenfalls häufig zur Nachzeichnung des staatlichen Krisenmanagements gezeigt. Dies betrifft die Rettung von Bear Stearns und der beiden Hypothekenbanken Fannie Mae & Freddie Mac sowie der missglückte Verkaufsversuch von Lehman Brothers an die britische Barclays Bank. Auch der Beinahekollaps von AIG wird diskutiert.  Dramaturgisch spannend wird die Interaktion mit dem Präsidentschaftswahlkampfes in der zweiten Jahreshälfte 2008 dargestellt, sowie die Schwierigkeiten, die notwendigen Stimmen für das 700-Mrd-Dollar-schwere Troubled Asset Relief Program (TARP) im Kongress zu organisieren. Das unpopuläre Bailout-Programm wird letzten Endes als Erfolg bewertet, weil der weitere Vertrauensverlust im Bankensystems gestoppt werden kann und die staatlichen Finanzzuschüsse als Kredit mit Gewinn zurückgezahlt wurden. 
Im Übergang auf die Obama-Administration wird der Zusammenhang zwischen der Unzufriedenheit der US-Bürger mit der gewählten Lösungsoption, die Großbanken zu retten (Wall-Street) aber die kleinen Leute (Main Street) im Regen stehen zu lassen, und den aufkommenden Occupy Wall Street Protesten sowie der sich anschließend entwickelnden Tea-Party-Bewegung skizziert. Der Film legt nahe, dass die Nachwirkungen der Finanzkrise zur politischen Spaltung und Radikalisierung des amerikanischen Volkes geführt haben und wesentlichen Anteil am Erfolg der Präsidentschaftskampagne Donald Trumps hatten.
Am Ende schwenkt die Kamera zurück auf das Galadinner in Washington, D.C, wo mittlerweile das Essen vorüber ist und drei der Hauptakteure – Hank Paulson, Timothy Geithner und Ben Bernanke – je eine kurze Ansprache halten.

## Kritiken
IMDb-Nutzer bewerten den Film mit 7,3 von 10 Punkten. 
Kritische Stimmen bemängeln, dass der Film zwar spannend den heldenhaften Feuerwehreinsatz zur Löschung des finanziellen Flächenbrandes darstellt, aber nur Halbwahrheiten vermittle. Es fehle die Einbettung in den historischen Kontext der Deregulierung der Finanzbranche seit den 1980er Jahren, welche die Anreize für solide Geschäftspraktiken abbaute und Wall-Street-Großbanken in ertragreiche, aber immer risikoreichere Transaktionen führte. Neben der wenig effektiven Finanzaufsicht durch staatliche Stellen fehle auch die Beleuchtung der mangelnden Selbstreinigungskräfte der Branche über Rating-Agenturen.

## Auszeichnungen
Der Film wurde 2019 mit einem Emmy Award in der Kategorie Outstanding Business and Economic Documentary (Herausragende Unternehmens- und Wirtschaftsdokumentation) ausgezeichnet.